# S5 (модальная логика)
S5 — одна из пяти систем модальной логики, предложенных Льюисом и Лэнгфордом в книге «Символическая логика» (англ. Symbolic Logic, 1932). Является нормальной модальной логикой и одной из старейших систем модальной логики. Будучи простейшей модельной логикой, образуется формулами логики высказываний, тавтологиями, аппаратом вывода с подстановками и modus ponens. Синтаксис при этом дополнен модальным оператором необходимости {\displaystyle \Box } и двойственным ему оператором возможности {\displaystyle \Diamond }.
С точки зрения семантики Крипке S5 относится к моделям, где отношение достижимости является отношением эквивалентности: оно рефлексивно, симметрично и транзитивно.

## Аксиомы S5
В приведённых ниже выражениях используются операторы {\displaystyle \Box } («необходимость») и {\displaystyle \Diamond } («возможность»).
Система S5 определяется следующими аксиомами:
K: {\displaystyle \Box (A\to B)\to (\Box A\to \Box B)}
T: {\displaystyle \Box A\to A},
и либо
5: {\displaystyle \Diamond A\to \Box \Diamond A},
либо одновременно
4: {\displaystyle \Box A\to \Box \Box A}
B: {\displaystyle A\to \Box \Diamond A}.
Аксиома (5) требует, чтобы отношение достижимости {\displaystyle R} семантики Крипке было евклидовым, то есть {\displaystyle (wRv\land wRu)\implies vRu}.